# Andromède V
Andromeda V est une galaxie naine sphéroïdale qui fait partie de notre groupe local. Elle est découverte par T. E. Armandroff, J. E. Davies et G. H. Jacoby en 1998. Son nom fait pendant aux galaxies Andromeda I, II, III et IV, découvertes dans la même région de l’espace vingt-cinq ans auparavant.
Distante de 2,6 millions d’années-lumière du Système solaire, Andromeda V est une galaxie satellite de la galaxie d’Andromède.